# Čelovek iz restorana
Čelovek iz restorana (Человек из ресторана) è un film del 1927 diretto da Jakov Aleksandrovič Protazanov.